# Kastrup Sogn (Vordingborg Kommune)
 For alternative betydninger, se Kastrup Sogn. (Se også artikler, som begynder med Kastrup Sogn)
Kastrup Sogn er et sogn i Stege-Vordingborg Provsti (Roskilde Stift).
I 1800-tallet var Kastrup Sogn et selvstændigt pastorat. Det hørte til Hammer Herred i Præstø Amt. Kastrup sognekommune blev ved kommunalreformen i 1970 indlemmet i Vordingborg Kommune.
I Kastrup Sogn ligger Kastrup Kirke.
I sognet findes følgende autoriserede stednavne:
- Barmose (areal, ejerlav)
- Gammelsø (bebyggelse)
- Kastrup (bebyggelse, ejerlav)
- Langed (bebyggelse)
- Maderne (bebyggelse)
- Neder Vindinge (bebyggelse, ejerlav)
- Næs (bebyggelse, ejerlav)
- Oreby (bebyggelse, ejerlav)
- Oregård (ejerlav, landbrugsejendom)
- Ornebjerg (bebyggelse, ejerlav)
- Ornebjerg Vrå (bebyggelse)
- Rosenfeldt (ejerlav, landbrugsejendom)
- Stuby (bebyggelse, ejerlav)